# Colibrí maragda cuacurt
El colibrí maragda cuacurt (Chlorostilbon poortmani) és una espècie d'ocell de la família dels troquílids (Trochilidae) que habita les zones forestals de Colòmbia i nord i nord-oest de Veneçuela.

## TAXONOMIA
S'han descrit tres subespècies:
- C. p. poortmani (Bourcier, 1843). De l'est de Colòmbia i nord-oest de Veneçuela.
- C. p. euchloris (Reichenbach, 1854). De Colòmbia central.
- C. p. alice (Bourcier et Mulsant 1848). Del nord de Veneçuela.

La última subespècie ha estat considerada una espècie de ple dret, el colibrí maragda cuaverd per diversos autors.